# Tristan Bordmann
 (mai 2019).
Tristan Bordmann est un directeur de la photographie, réalisateur et auteur français de bande dessinée, né le 1er novembre 1983 à Mulhouse (Haut-Rhin).

## Biographie
Tristan Bordmann a grandi en Alsace et dans le département des Vosges, dans lequel il vit depuis 2015.
Il obtient le baccalauréat (série S) en 2001. Il décroche un BTS Cinéma à Rouen en 2003. Il poursuit ses études en licence et master « Cinéma » à Paris III et Paris VII.
Depuis 2011, il exerce la profession de directeur de la photographie. Il a notamment été directeur de la photographie pour les films L'Été de Giacomo (2012) et Bientôt les jours heureux d'Alessandro Comodin.

## Films

### Réalisation
- Le Monde du silence, 2013, société de production Le Clou.
- Voyage en Astrylie :  L'organigramme, 2016, société de production Le Clou.
- La Montée impossible, 2018, film documentaire, société de production Le Clou.

### Direction de la photographie
- L’Été de Giacomo, réalisation Alessandro Comodin, 2012
- Changement de propriétaire, réalisation Aurélien Levêque et Luba Vink, 2015 (film documentaire)
- Bientôt les jours heureux, réalisation Alessandro Comodin, 2016
- Le Liseré vert, réalisation Gilles Weinzaepflen, 2019

## Publications
- Voyage en Astrylie[1], 2016, coédition Le Clou et Orbis Pictus Club.
- La Biche blanche, 2018, conte fantastique et album graphique, coédition Luce et Shellac.